# Stockholm Open 1977
Lo Stockholm Open 1977 è stato un torneo di tennis giocato sul cemento indoor. 
È stata la 9ª edizione dello Stockholm Open, del Colgate-Palmolive Grand Prix 1977.
Il torneo si è giocato al Kungliga tennishallen di Stoccolma in Svezia, dal 6 al 12 novembre 1977.

## Campioni

### Singolare
Sandy Mayer ha battuto in finale  Raymond Moore con il punteggio di 6–2, 6–4

### Doppio
Tom Okker /  Wojciech Fibak hanno battuto in finale  Brian Gottfried /  Raúl Ramírez ,6–3, 6–3